# Sillaginidae
Sillaginidae је породица риба из реда Perciformes која настањује већи део Индо-Пацифика од западне обале Африке, истока Јапана до вода јужног дела Аустралије. Породицу чини само пет родова и тридесет и пет врста, а последња ревизија систематике ове породице десила се 1992. године. Ова врста има издужено тело, светло браон до сребрне боје. Sillaginidae су углавном обалне рибе, а насељавају пешчана и муљевита дна, као и мочварна подручја. Неколико врста претежно живи на мору у дубоким пешчаним плићацима и гребенима, мада су женке и младунци углавном у обалним пределима, где проводе првих неколико година живота.
Претежно су месоједи који се хране многочекињастим црвима, раковима, мекушцима, бодљокошцима и разним врстама риба. Многе врсте ове породице су од великог значаја за риболов, а хватају се углавном мрежом. Веома су тражене и често их лове у Аустралији и Јапану, где је њихово месо цењено.

## Таксономија и еволуција
Sillago sihama је прва врста ове породице која је описана, а описао ју је Питер Форсакл 1775. године који ју је сврстао у род Atherina. Тек 1817. године Жорж Кивје је описао типски род Sillago и детаљно описао ову врсту под именом Sillago acuta за који је касније утврђено да је млађи синоним Sillago sihama. Кивје је наставио да описује врсте породице Sillaginidae и 1829. године је описао врсту Sillaginodes punctatus сврстану у род Sillaginodes. Френсис Бјукенен-Хамилтон је 1822. описао врсту Cheilodipterus panijus, коју је године 1861. Теодор Гил преместио у монотипски род Sillaginopsis. Џорџ Ричардсон је 1846. сврстао род Sillago у породицу Sillaginidae што је прихваћено на састанку Британског удружења за унапређење науке. Теодор Гил је 1861. у породицу укључио родове Sillaginodes и Sillaginopsis, међутим око питања положаја породице у систематици постојали су различити ставови.
У годинама након објављивања Жоржовог рада пријављено је преко 30 нових врста у овој породици, а многе су биле млађи синоними већ описаних врста. Роланд Мекај 1985. године објавио је свеобухватни преглед породице како би се оне правилно сврстале, а такође је описао додатних седам врста, од којих је неке описао као подврсте. Након овог рада из 1985. године доказало се да су описане подврсте биле посебне врсте. Године 1992. Мекај је објавио белешке за Организацију за храну и пољопривреду, где је навео да је подврсте уздигао у статус врста.
Име породице Sillaginidae изведено је из имена рода Sillago, који је назван по имену локалитета у Аустралији, највероватније по гребену Силаго, који се налази недалеко од обале Квинсленда. Израз силаго потиче из грчког термина силего, што значи упознати или срести се.
Из фосилних записа идентификован је велики број врста ове рибе, а за прво појављивање узима се период доњег еоцена. Сматра се да су еволуирале у океану Тетис у централној Аустралији, након чега се проширила у јужну Аустралију током горњег еоцена.  Током олигоцена породица се ширила према северу и југу, заузимајући знатно веће водене површине, него што их данас заузима у Индо-Пацифику. Такође, захваљујући пронађеним фосилима, зна се да је ова породица на северу настањивала Пољску и Немачку, али и на југу Нови Зеланд, ови фосили су пронађени у седиментним наслагама у плитким водама, заједно са врстама живећих родова. Нађени су фосилни остаци најмање осам врста за које се верује да припадају роду Sillago. Само једна живећа врста Sillago maculata је пронађена у фосилном запису који потиче из плеистоцена.
- Sillago campbellensis[12]
- Sillago hassovicus[10]
- Sillago maculata[11]
- Sillago mckayi[12]
- Sillago pliocaenica[13]
- Sillago recta[9]
- Sillago schwarzhansi[14]
- Sillago ventriosus[14]

## Филогенија и морфологија
Односи међу Sillaginidae слабо су познати са врло сличним морфолошким карактеристикама и недостатским генетских студија. Будући да се њихово порекло занива на поређењу фосила, до сада нису пронађени други типови остатака, а то такође спречава да се боље истражи ова породица. Иако се Sillaginidae налази у реду Perciformes, до сада није формирана ниједна сестринска група за ову породицу. Сматра се да је тренутно таксономски статус ове породице представљен само на основу филогеније.
Sillaginidae су рибе средње величине које у просеку нарасту до 20 цм и теже око 100 грама. Иако је највећи члан ове породице дужине 72 цм и тежине око 4,8 килограма. Облик тела и распоред пераја ове породице прилично је сличан осталим рибама из реда Perciformes. Њихова тела су издужена, благо савијена са главом која се сужава. Доња вилица има пар малих пора, имају два права леђна пераја, мале и витке бодље. Тела су им прекривена људскама. Углавном су бледо смеђе или кремасто беле боје, а пераја су жута до прозирна, често са тачкама и цртама.

## Станиште и биологија
Sillaginidae су распрострањене широм Индо-Пацифика од западне обале Африке до Јапана и Тајвана на истоку, а настањују и воде уз мала острва укључујући и Нову Каледонију у Тихом океану. Имају прилично широку распрострањеност, а најгушће насељени су уз обале Кине, Индије, Тајвана, југосточне Азије, индонезијског архипелага и северне Аустралије. Једна врста силагинида, Sillago sihama проглашена је инвазивном врстом Средоземног мора, тако што је кроз Суецки канал 1977. године стигла из Црвеног мора. Sillaginidae су првенствено обалске рибе, мада неке од њих као одрасле долазе до гребена и на дубине до 180 м. Све врсте заузимају пешчана или муљевита морска дна. Обично настањују плимна подручја, а иако је породица морска многе врсте настањују естуарно окружење. Свака врста заузима одређену нишу како би се избегла конкуренција међу њима. Млади примерци често мењају станишта, а како сазревају крећу се у дубљој води. Показало се да не мигрирају често и да су слаби пливачи.
Sillaginidae су месождерке и имају добро развијене хемосензорне системе у поређењу са многим другим рибама.  Студија вода Тајланда, Филипина и Аустралије показала је да се ова породица углавном храни мекушцима, раковима и у мањој мери другим рибама. Такође у своју исхрану уврстили су десетоношце и мокрице, укључујући различите врсте шкољки. Код свих Sillaginidae промене у исхрани се јављају током сазревања, а млади примерци се углавном хране планктонима, ситним раковима и копитарима. Имају карактеристички облик тела и положај уста, прилагођен храњењу на дну, док већи плен који не могу да прогутају, ове рибе усисају..
Sillaginidae су често плен већих риба, а њима се најчешће хране морски пси. Такође, најчешћа су храна туљанима, делфинима, као и морским птицама попут корморана. Sillaginidae често називају „пескарима” због навике да се закопавају у песак како би избегли грабљивице, а на исти начин се и хране. Такође су домаћини неколицини паразита из група Digenea, Monogenea, Myxosporea, Copepoda и Nematoda.
Sillaginidae спадају у овипарне организме. Показују сексуалну зрелост у различитим узрастима, свака врста сазрева током различите сезоне, а такође имају и другачије време мрешћења. Женке полажу 50.000 – 100.000 јаја, из којих се након око 20 дана од оплођења излеже млађ. Млади примерци настањују ушћа, лагуне и плитке воде, а како сазревају крећу се у дубљим водама и мењају исхрану.
Sillaginidae су једна од најважнијих комерцијалних риба у индо-пафицичком региону, а неколико врста чини највећи део укупног улова. Њихов велики број заједно са њиховим веома цењеним месом су разлог што се доста лове, а пошто се углавном крећу близу обала, често их лове и рекреативни риболовци у великом броју држава. Са прекомерним риболовом у неким подручјима њихов број је опао, а најмање једна врста користи се у акваристици.  У индо-пафицичкој области процењује се да је улов био 22.718 тона, само 1990. године. Ове рибе су изузетно тражене у Јапану и Аустралији због прехрамбених квалитета, при чему рекреативни риболовци улове више ових примерака од комерцијалних риболоваца. Неке од врста држе се у јавним акваријумима у Азији и Индији, као и у Аустралији.

## Класификација
Питер Форсакл је 1775. описао Sillago sihama прву описану врсту ове породице и сврстао ју је у род Atherina. Жорж Кивје је тек 1817. описао типски род Sillago у који је преместио ову врсту и детаљно је описао под именом Sillago acuta, које је млађи синоним Sillago sihama. Кивје је наставио да описује врсте породице Sillaginidae и 1829. је описао врсту Sillaginodes punctatus сврстану у род Sillaginodes. Френсис Бјукенен-Хамилтон је 1822. описао врсту Cheilodipterus panijus, коју је 1861. Теодор Гил преместио у монотипски род Sillaginopsis. Џорџ Ричардсон је 1846. сврстао род Sillago у породицу Sillaginidae, док је Теодор Гил 1861. у породицу укључио родове Sillaginodes и Sillaginopsis. У годинама након објављивања рада Жоржа Кивјеа пријављено је преко 30 нових врста ове породице, а многе су биле млађи синоними већ описаних врста. Роланд Мекај је 1985. године објавио свеобухватни преглед породице како би се оне правилно сврстале, а такође је описао додатних седам врста, од којих је неке описао као подврсте. Касније је доказано да су описане подврсте у ствари посебне врсте. Године 1992. Мекај је објавио белешке за Организацију за храну и пољопривреду, где је навео да је подврсте уздигао у статус врста.
Sillaginidae је породица из реда Perciformes која настањује већи део Индо-Пацифика од западне обале Африке, истока Јапана до вода јужног дела Аустралије. Породицу чини само пет родова и тридесет и пет врста, а последња ревизија систематике ове породице десила се 1992. године.
Породица SILLAGINIDAE
- Род Sillaginodes
  - Sillaginodes punctatus
- Род Sillaginopodys
  - Sillaginopodys chondropus
- Род Sillaginops
  - Sillaginops macrolepis
- Род Sillaginopsis
  - Sillaginopsis panijus
- Род Sillago
  - Sillago aeolus
  - Sillago analis
  - Sillago arabica
  - Sillago argentifasciata
  - Sillago asiatica
  - Sillago attenuata
  - Sillago bassensis
  - Sillago boutani
  - Sillago burrus
  - Sillago caudicula
  - Sillago ciliata
  - Sillago erythraea
  - Sillago flindersi
  - Sillago indica
  - Sillago ingenuua
  - Sillago intermedius
  - Sillago japonica
  - Sillago lutea
  - Sillago maculata
  - Sillago megacephalus
  - Sillago microps
  - Sillago nierstraszi
  - Sillago parvisquamis
  - Sillago robusta
  - Sillago schomburgkii
  - Sillago sihama
  - Sillago sinica
  - Sillago soringa
  - Sillago suezensis[47]
  - Sillago vincenti
  - Sillago vittata